# 堀江久勝
堀江 久勝（ほりえ ひさかつ、1877年（明治10年）1月 - 没年不明）は、広島高等学校教授。族籍は長野県士族。

## 人物
長野県士族・堀江久次の二男。松本市生まれ。1927年、家督を相続。1904年、東京帝国大学文科大学哲学科を卒業。茨城県立太田中学校教諭、秋田鉱山専門学校教授同生徒監、山形高等学校教授等を歴任。
1922年、倫理及び教育研究のため独英に留学し、1924年、広島高等学校教授に任ぜられ1932年、退官する。趣味は文学、絵画、園芸。宗教は仏教。住所は広島市白島九軒町、東京市世田谷区玉川等々力町。

## 家族・親族
堀江家
- 父・久次（長野士族）[3][4]
- 妻・すい（1881年 - ?、長野、小笠原平作の四女）[3][4]
- 男・久成（1910年 - ?、大倉商事勤務）[4]
- 二男・正治[3]（1912年 - ?、昭和肥料勤務[4]）
- 三男[4]
- 女（1905年 - ?）[4]
- 三女[4]